# Le Sourn
Le Sourn es una comuna francesa situada en el departamento de Morbihan, de la región de Bretaña.

## Historia
La comuna fue creada en 1869 por segregación de terrenos pertenecientes a las comunas de Bieuzy, Guern y Malguénac.

## Demografía
| Gráfica de evolución demográfica de Le Sourn entre 1872 y 2022 |
|                                                                |

Los datos demográficos contemplados en este gráfico se han cogido de la página francesa EHESS/Cassini.